# Zebraplatys keyserlingi
Zebraplatys keyserlingi là một loài nhện trong họ Salticidae.
Loài này thuộc chi Zebraplatys. Zebraplatys keyserlingi được Marek Żabka miêu tả năm 1992.